# Пупочник весенний
Пупочник весенний или омфалодес весенний (лат. Omphalodes verna) — многолетнее корневищное травянистое растение рода Пупочник (Omphalodes) семейства Бурачниковые. Цветки у пупочника весеннего, как у незабудки, но крупнее.

## Этимология
Название рода Omphalodes происходит от греческого слова omphalòs, что означает «пупок», ссылаясь на форму маленьких плодов, в то время как название вида verna, происходящее от латинского vernus, относится к рано цветущим цветам.

## Описание

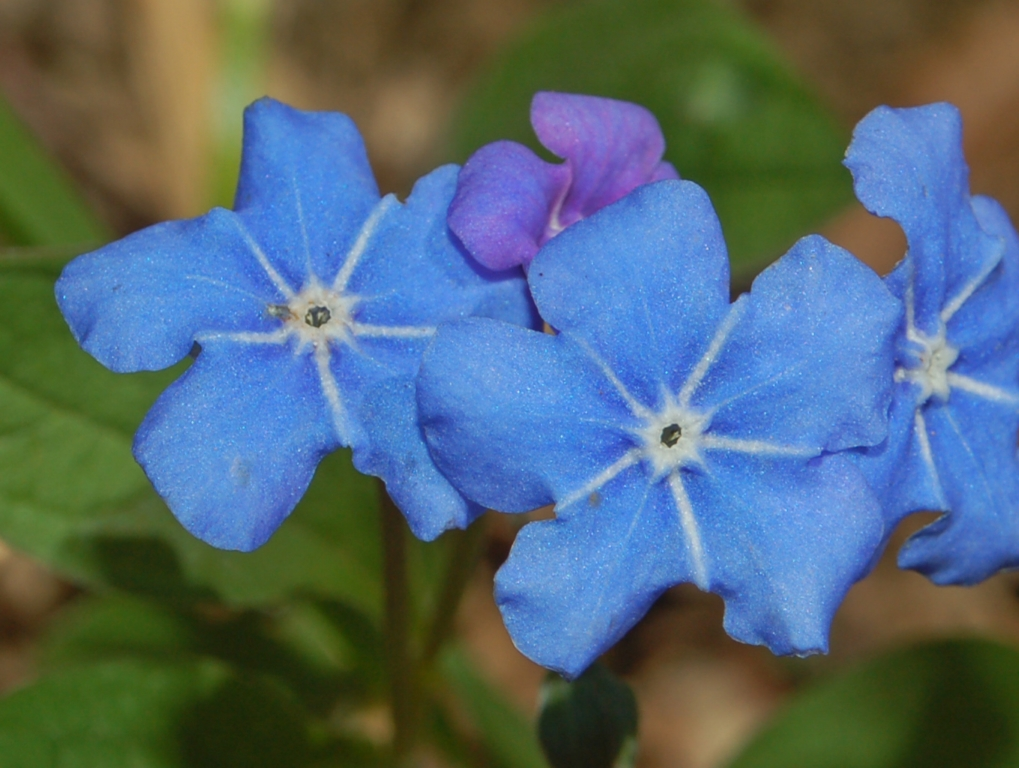
Цветки

Многолетнее травянистое растение, может достигать 20–30 см в высоту. Стебель извивается по земле (отсюда и второе название — «незабудка ползучая»), и растение активно разрастается в ширину. 
Листья бороздчатые, полувечнозелёные, средне-зелёные, длиной около 30 мм и шириной 20 мм. Они прожилковые, с тонкими волосками, овальной или сердцевидной формы и заостренные на кончике. Листья собраны в розетку. 
Соцветия из 3–5 маленьких, светло-голубых обоеполых цветков на цветоножках с белыми или желтыми звездчатыми серединками. Венчик сросшийся, пятилопастный, имеет диаметр 7–15 мм.  
Плод — схизокарпий, волосатые и пупкообразные, около 2 мм длиной.

### Фенология и экология
В естественных местах обитания — в горных лесах Италии и Испании, зимует с зелёными листьями (зимнезелёное растение). Зимующие почки расположены непосредственно под поверхностью почвы (гемикриптофит).
В июне появляются многочисленные стелющиеся побеги, заканчивающиеся розеткой листьев (ползучее растение). Длина побегов (усов) до 40—50 см. В течение июля — августа молодые розетки укореняются, а столон, или усы, на которых они образовались, отмирают.
Вид может быстро распространяться, его трудно выкорчевывать, и, по некоторым данным, он даже может быть инвазивным в некоторых местах, но в основном хорошо уживается с другими растениями. 
Цветение с марта по май.

## Распределение и места обитания
Распространен в Центральной и Юго-Восточной Европе, за исключением Пиренеев. Также присутствует в Квебеке, Канада.
Этот вид обычно растёт в тени деревьев, в молодых горных лесах (особенно буковых), на пустошах и среди кустарников. Растение предпочитает песчаные или суглинистые и влажные почвы в тенистых местах, на высоте 0-1300 метров над уровнем моря.

## Применение
Во многих странах  выращивается как декоративное растение. Его легко размножить семенами. Его можно спутать с незабудкой ( Myosotis sp.), так как цветки у него очень похожи, но его можно отличить по гораздо более крупным и грубым, слегка колючим листьям, по его прочному сцеплению с землей и по совершенно другим плодам, которые не покрыты тонкими крючковатыми волосками, облегчающими транспортировку, как плоды незабудки.

## Синонимы
По данным GBIF на март 2025 года в синонимику вида входят следующие названия:
- = Cynoglossum omphalodes L.
- = Cynoglossum omphaloides L.
- = Cynoglossum vernale Salisb.
- = Omphalium vernum (Moench) Roth
- = Omphalium vernum (Moench) Wallr., 1822
- = Omphalodes omphalodes (L.) Druce
- = Omphalodes omphalodes (L.) Voss
- = Omphalodes omphaloides (L.) Voss
- = Omphalodes repens Schrank
- = Picotia verna (Moench) Roem. & Schult.

## Галерея

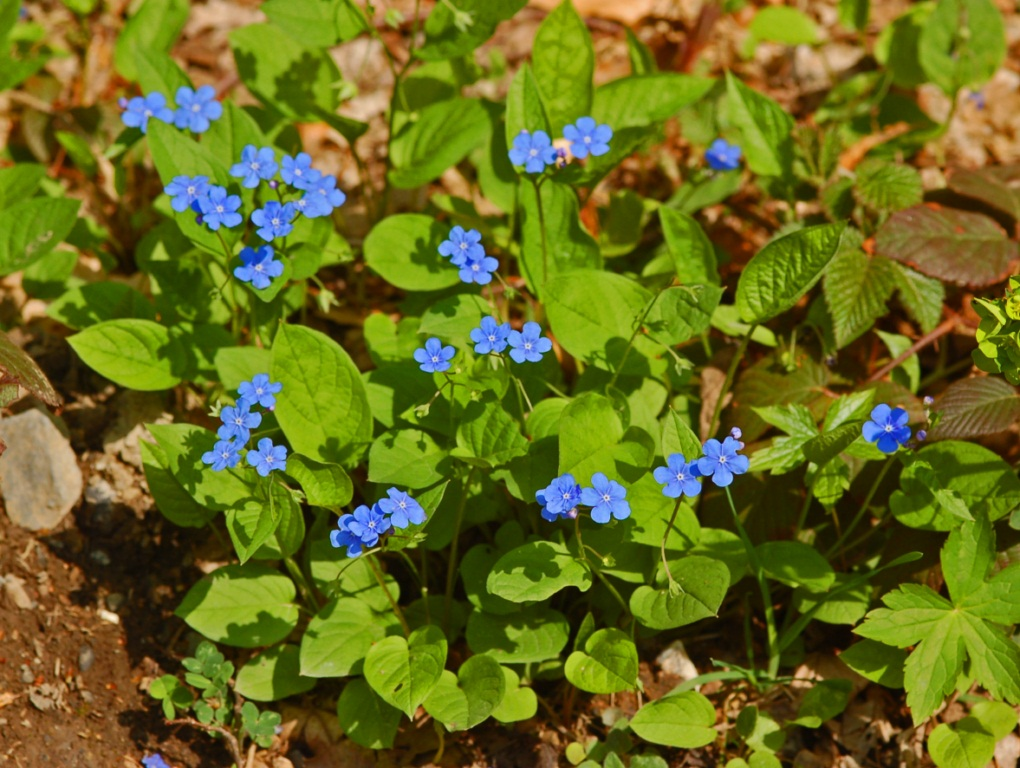
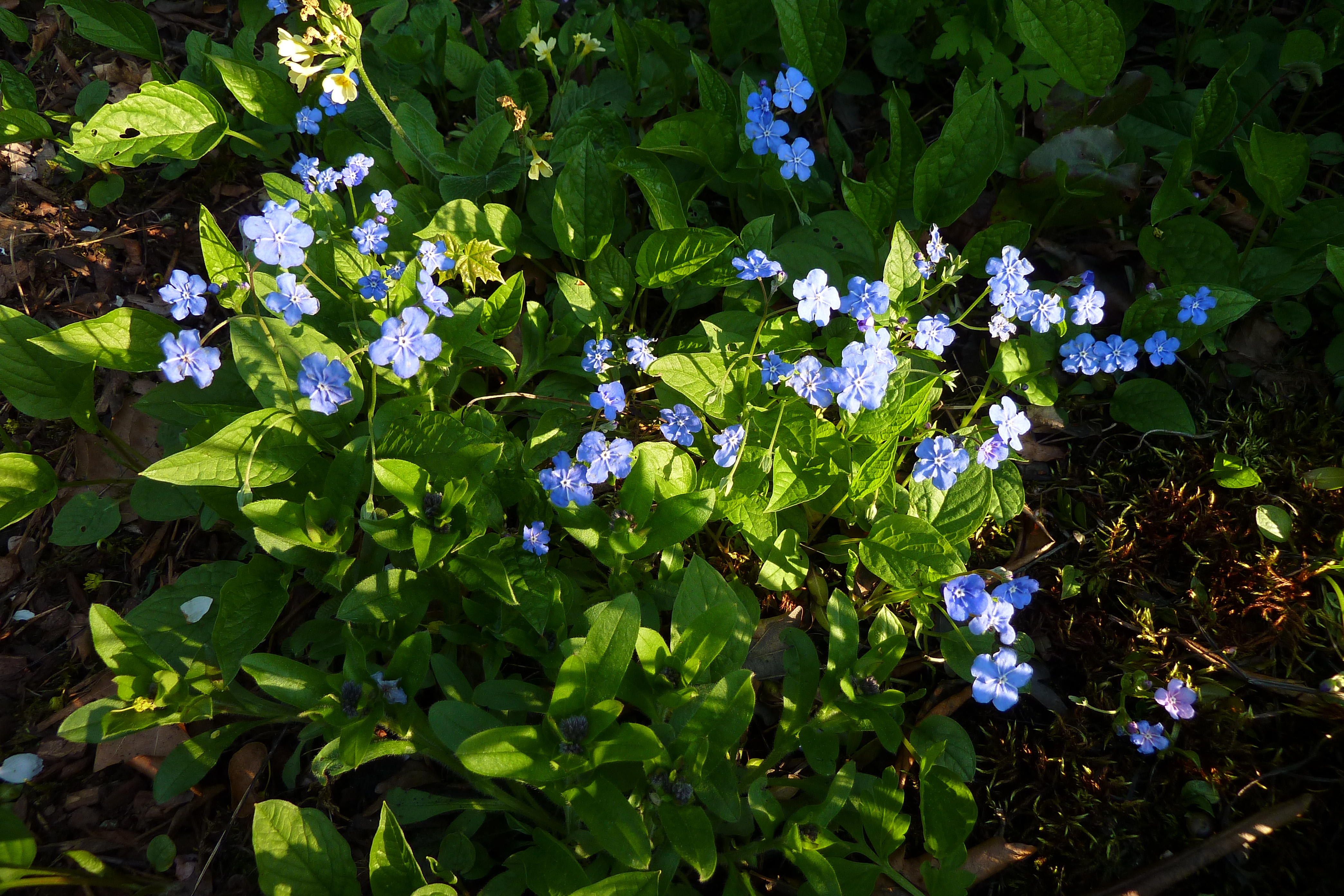
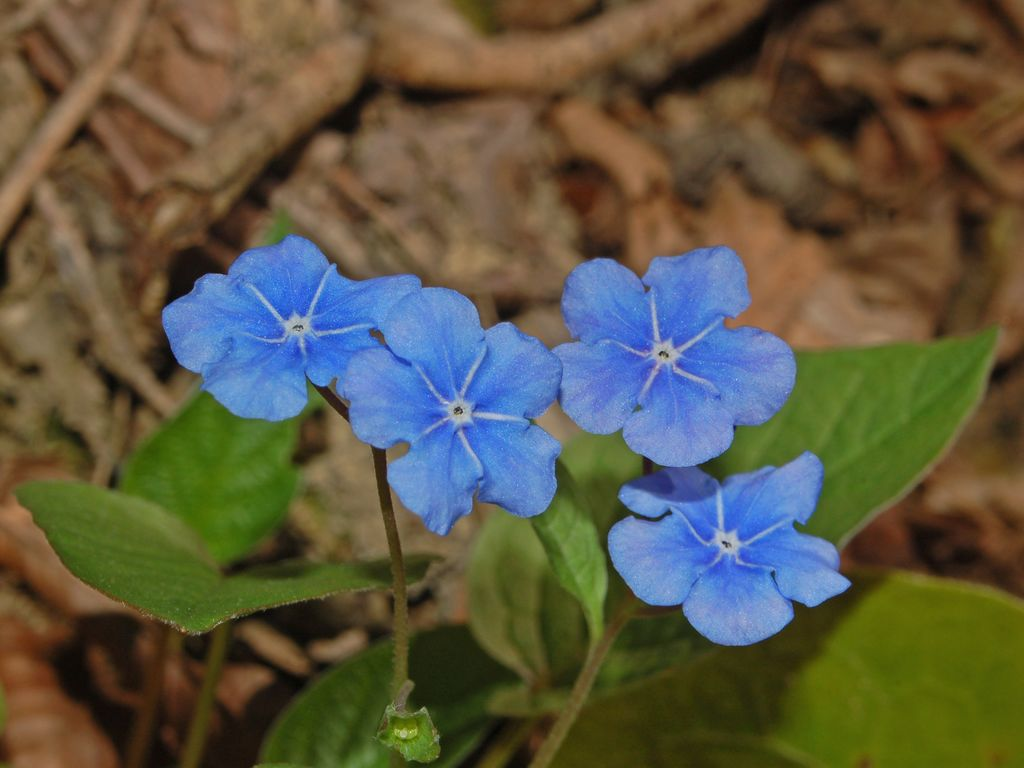
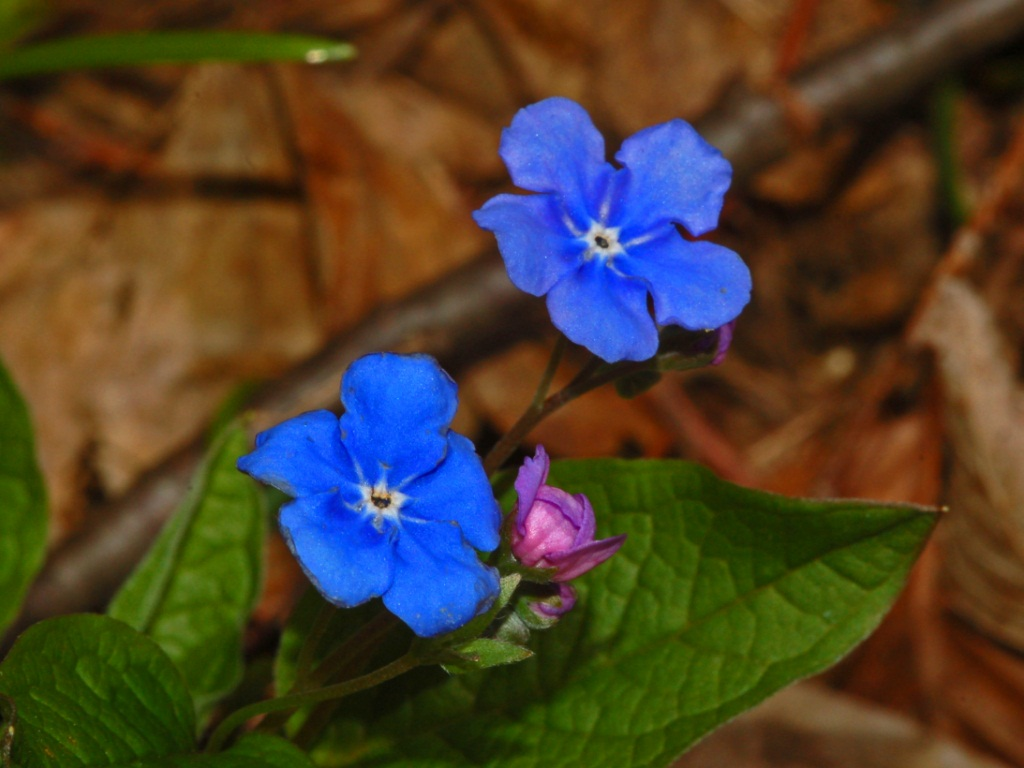
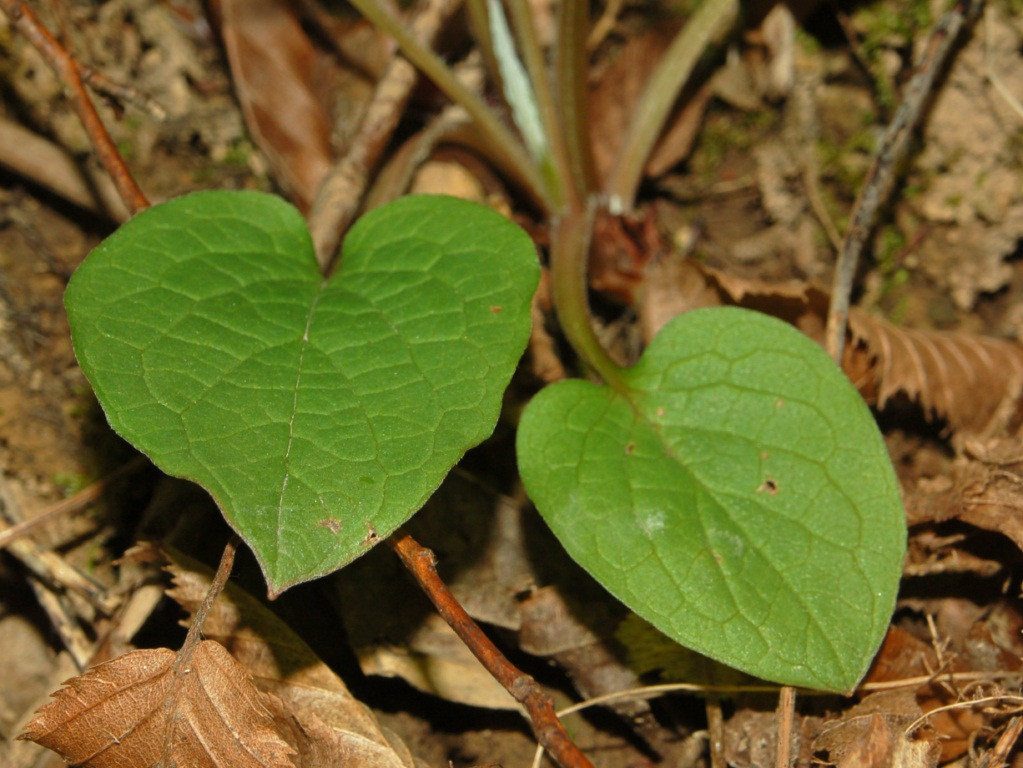

## Внешние ссылки
- Пупочник весенний — Omphalodes verna. Энциклопедия декоративных садовых растений (2006). Дата обращения: 28 марта 2025. Архивировано 23 февраля 2025 года.
- Пиньятти С. - Флора Италии – Эдагриколь – 1982 – Том. II, стр. 428
- Тутин, Т.Г. и др. - Флора Европы, второе издание - 1993 г.
- Biolib
- Navelwort